# Eustoquio Moldes
Eustoquio Moldes (Salta, 1783 – 31 de mayo de 1826) fue un militar y político rioplatense con destacada participación en los procesos de emancipación de las Provincias Unidas del Río de la Plata, como en las expediciones auxiliares al Alto Perú y en la defensa del norte en general durante la guerra gaucha. Participó también en los primeros enfrentamientos de las guerras civiles argentinas.

## Biografía

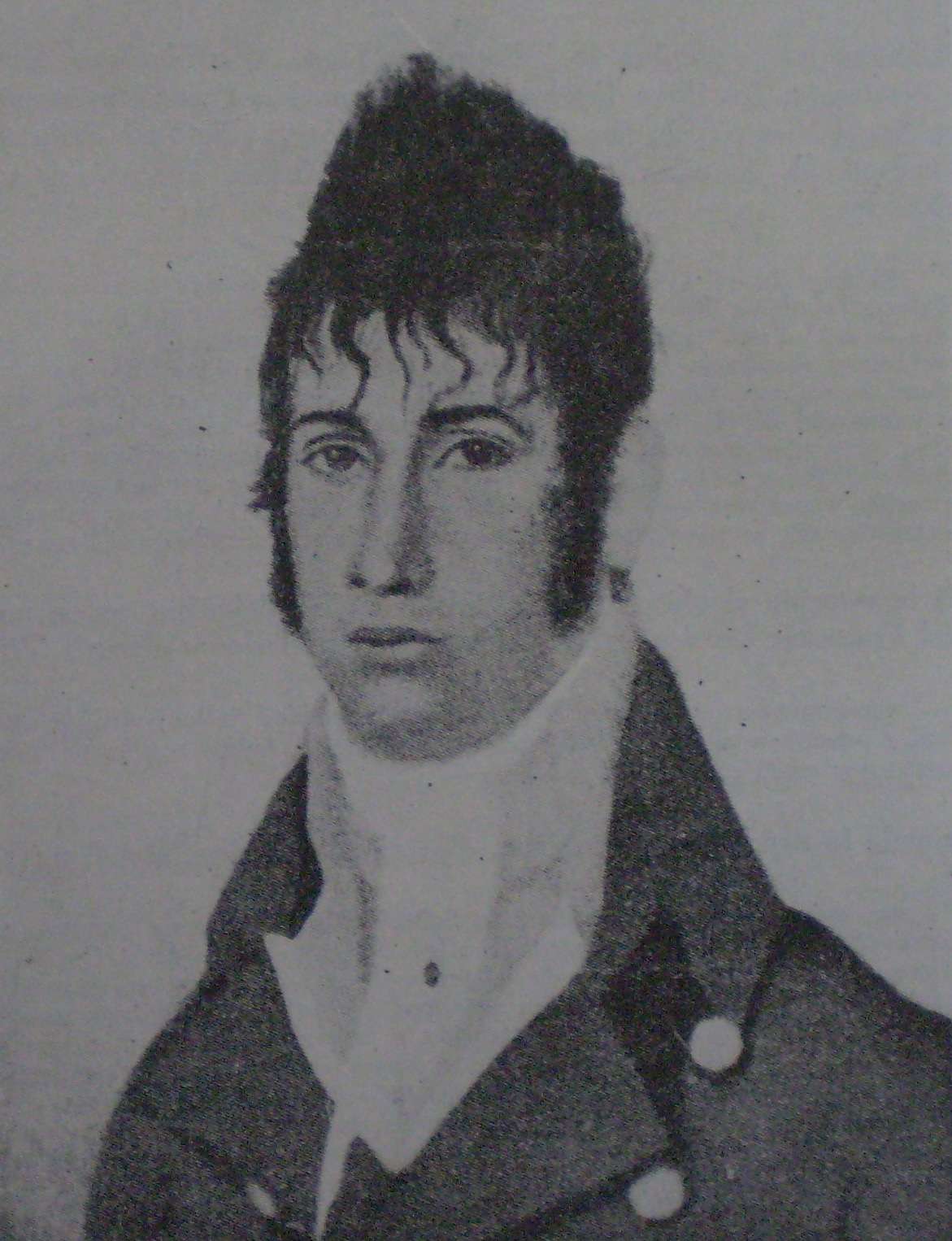
José Moldes.

Eustoquio Moldes nació en Salta en 1783, hijo del regidor gallego Juan Antonio de Moldes y González, oriundo de Porráns, Barro (Pontevedra), "dueño de una de las casas comerciales más poderosas de Sud América." y de Antonia Fernández de Loria y Arias Velázquez.
Fue enviado con su hermano José Moldes a España para su educación, donde tomaron contacto con Francisco Miranda y las logias independentistas. Regresaron al Virreinato del Río de la Plata en enero de 1809 y tras tomar contacto con el partido de la revolución recorrieron el norte del país difundiendo la causa.

### En el Alto Perú
Tras producirse la Revolución de Chuquisaca del 25 de mayo de 1809, llegaron a Santa Cruz de la Sierra Antonio Vicente Seoane y Juan Manuel Lemoine como emisarios del movimiento, a los que se sumó Eustoquio Moldes. Los revolucionarios supieron crear un partido y, tras conocerse la formación de la Junta de gobierno en Buenos Aires, seguida del levantamiento de Cochabamba, liderado por el coronel Francisco del Rivero, y el del capellán José Andrés de Salvatierra en el Fuerte de Membiray de Cordillera, el 24 de septiembre de 1810 se produjo el levantamiento. Éste consistió en la deposición del subdelegado Pedro José Toledo y la conformación de una Junta de Gobierno Provisoria compuesta por el padre José Andrés Salvatierra, el doctor Antonio Vicente Seoane y el coronel Antonio Suárez, Juan Manuel Lemoine y Eustoquio Moldes, reconocido como enviado de la Primera Junta de Buenos Aires.
Consolidado el movimiento tras el levantamiento de Oruro encabezado por el subdelegado de Hacienda y Guerra Tomás Barrón, del 6 de octubre de ese año, y la victoria del 12 en la Batalla de Aroma de las milicias cochabambinas al mando de Esteban Arze sobre las tropas realistas al mando de Fermín Piérola, Moldes dejó Santa Cruz y se incorporó como oficial al Regimiento de Dragones Ligeros siendo destinado al Ejército del Norte, colaborando incluso económicamente con su organización. Participó del combate de Santiago de Cotagaita el 27 de octubre de 1810, primera acción del Ejército del Norte en el Alto Perú en la guerra de independencia, y en los sucesivos enfrentamientos con los realistas.

### La Batalla de Huaqui

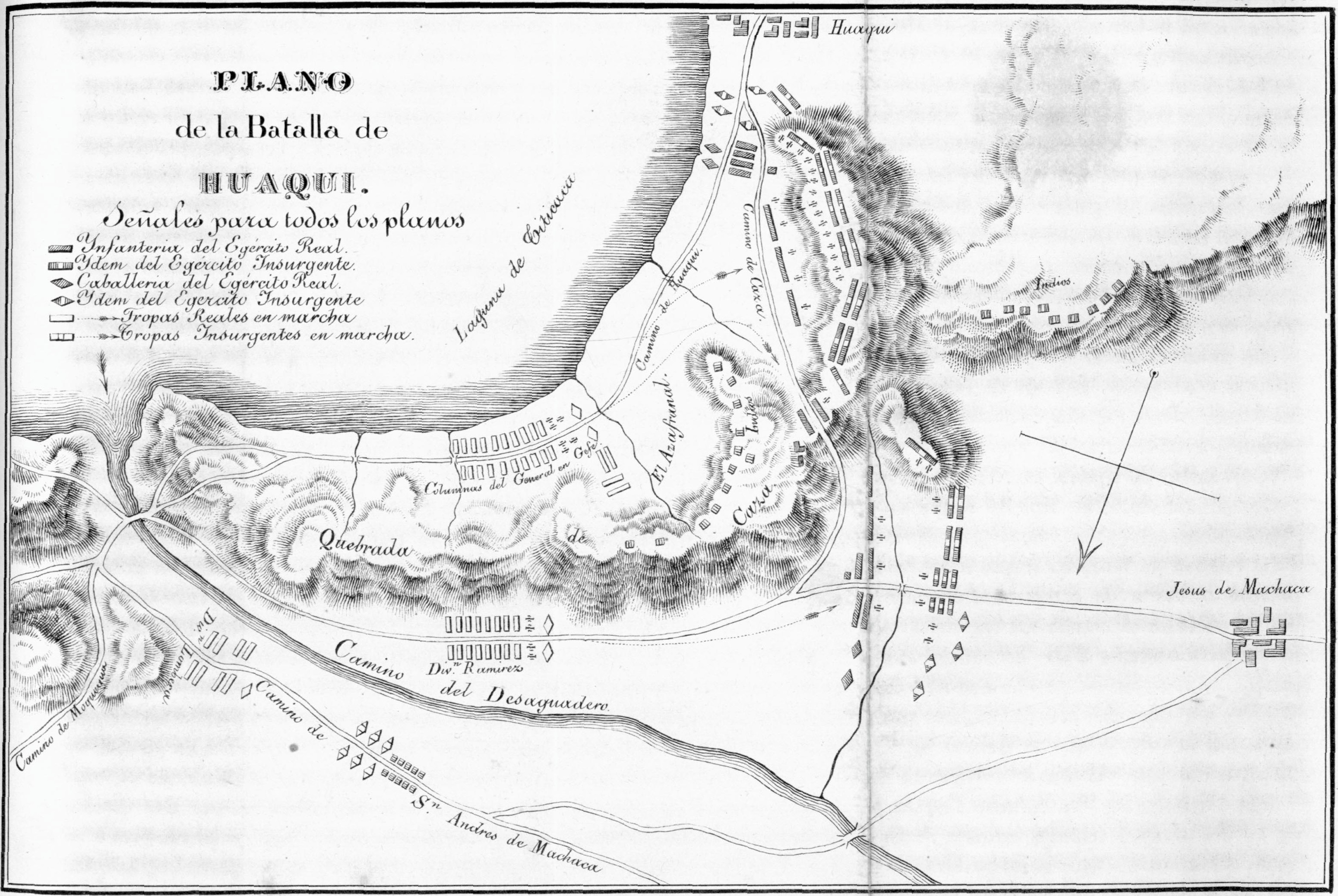
Plano de la batalla de Huaqui.

En la batalla de Huaqui, Moldes estuvo al frente de una pequeña fuerza de avanzada compuesta de 20 hombres del Regimiento de Dragones Ligeros, afectada a la división que al mando del coronel Juan José Viamonte y divididas las fuerzas patriotas por la quebrada de Yuraicoragua, ocupaba el flanco sur del dispositivo. Encontrándose en la madrugada del 6 de junio de 1811 en misión de observación de la vanguardia del enemigo se les presentó Manuel Aguilar, un miliciano enemigo de 16 años nativo de La Paz, quien informó a Moldes que los realistas preparaban un ataque. Sólo hubo tiempo para reforzar la unidad con 30 dragones cuando se produjo el asalto de una división de 500 hombres de la vanguardia realista que envueltos por la guerrilla patriota y perdida la sorpresa del avance se replegaron. En este primer enfrentamiento el ejército patriota tuvo un herido y 3 muertos.
El 19 de junio el grueso del ejército realista se puso en marcha, una división al mando de Goyeneche por el norte (Camino Real hacia Huaqui) costeando la laguna y otra por el valle sur al mando del general Juan Ramírez Orozco, mientras se desplegaban guerrillas al frente.
Las fuerzas patriotas estaban a su vez divididas en tres agrupaciones. La división al mando directo de Balcarce salió de Huaqui y enfrentó la de Goyeneche, mientras que la de Viamonte y Díaz Vélez lo hacía con la de Ramírez. La tercera agrupación, las tropas de Cochabamba, habían cruzado el Desaguadero por el sur y aunque lo repasaron quedaron fuera de la batalla.
Viamonte por prudencia ordenó al sargento mayor Matías Balbastro que permaneciera en la quebrada de Yuraicoragua con un batallón, mientras formaba al grueso de sus fuerzas en el llano. Balbastro a su vez encargó a Moldes ubicarse en el extremo opuesto de la quebrada de Yauricoragua que comunicaba ambos valles para prever un movimiento de flanco. La agrupación de Viamonte, tras cuatro horas de combate y ante la dispersión de la división norte, se retiró al sur, al pueblo de Jesús de Machaca, adonde se concentraron todos los dispersos del ejército para continuar luego el repliegue hacia Tiahuanaco.
En agosto de 1811 se comunicó erróneamente la deserción de Moldes tras la derrota lo que fue subsanado por la prensa oficial en noviembre de ese año:

"En la gazeta de 1 de agosto de este año fue incluido el capitán D. Eustoquio Moldes en la lista de los oficiales que se anunciaron al publico como dignos de nuestro odio eterno por haber desertado ignominiosamente de las banderas de la patria; el coronel D.Juan José Viamonte dio mérito á esta equivocación remitiendo las listas de los oficiales prófugos con arreglo á ios que á aquella sazón se hallaban ausentes: tal sucedió con el oficial Moldes, destinado en aquellas circunstancias á una comisión secreta á Jesús de Machaca: el gobierno ha sido posteriormente instruido del distingido mérito del oficial, y le recomienda á la estimación, y gratitud de los pueblos por el mismo principio, que con equivocadas instrucciones le había condenado á la execración, y al desprecio."
Oficio de la secretaria de gobierno, Bernardino Rivadavia, Buenos Ayres, noviembre 16 de 1811, en Gazeta del martes 19 de noviembre de 1811.

### Batalla de Tucumán

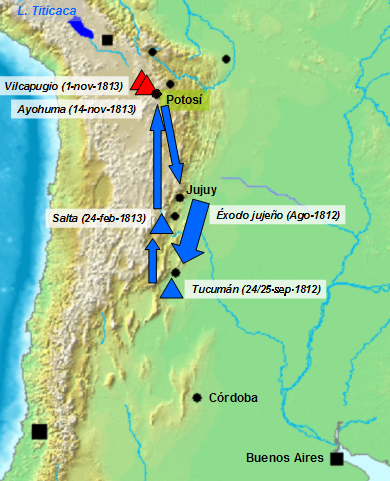
Segunda Campaña al Alto Perú (1812-1813).

En la retirada a la provincia de Tucumán se desempeñó como ayudante de campo del general Díaz Vélez.
En San Miguel de Tucumán Belgrano desobedeció la orden de retirarse a Córdoba y el 24 de septiembre de 1812 se enfrentó y venció a las tropas realistas al mando de Pío Tristán en la batalla de Tucumán.
En su parte del 29 de septiembre, Belgrano recomienda a Moldes:

"Ya dixe á V. E. en mi parte del 26 que desde el último individuo del Exto. hasta el de. maior graduacion se han comportado con el maior honor y valor; pero debo recomendar mui particularmente al coronel D. Josef Moldes, que me há acompañado en todo, me há ayudado, y manifestado un animo heroico, y el deseo de salvar la Patria: á mi Edecan el Teniente coronel D. Franc°. Pico, y Ayudantes el capitan Dn. Amaro Bilvao, y Tte. D. Manuel de la Saquera á los Ayudantes del Mayor Gral, capn. D. Eustoquio Moldes, y Tente. D. Alexandro Heredia."
Manuel Belgrano, Parte de la batalla, Tucuman 29 de septiembre de 1812.

### Asalto a Jujuy
El 9 de octubre una unidad de Húsares de 80 hombres de la división de Vanguardia, al mando del capitán Cornelio Zelaya y de la que Moldes formaba parte, inició el asalto de la ciudad de San Salvador de Jujuy, entonces en poder de los realistas. En la mañana Moldes, al mando de una guerrilla de sólo veinte hombres, recibió órdenes de tomar posiciones en dos puntos altos de la ciudad que dominaban las trincheras enemigas, iniciándose el intercambio de fuego al mediodía.
Tras una hora y faltando municiones, Zelaya hizo retirar a Moldes y lanzó un ataque por tres puntos. Moldes estaría a cargo de una de las columnas y con diez hombres entraría por la calle de San Francisco contra la segunda línea de trincheras. El asalto se efectuó sin orden y los realistas pudieron replegarse a la segunda línea que Moldes no había conseguido copar, por lo que los patriotas quedaron bajo el fuego cruzado de esa posición y las azoteas que dominaban la plaza.
Moldes fue herido de gravedad, al igual que tres de sus hombres. Ante el número creciente de bajas (18 entre muertos y heridos) y contando con sólo tres cartuchos por hombre, Zelaya dispuso la retirada, abandonando de común acuerdo a Moldes:

"Al capitán Don Eustoquio Moldes no me determiné a traerlo por no exponerlo i que pereciese en el camino por la falta de proporciones para su curación; pero estoy seguro de que este benemérito oficial será tratado por el coronel D. Indalecio en los términos que de palabra me manda decir por el teniente D. Toribio Reyes, que lo cuidara como á su misma persona, y que al efecto habia dispuesto ya su habitación"
Parte de Cornelio Zelaya, Salta, 10 de octubre de 1812.

A resultas de sus heridas, Moldes perdió el brazo derecho. Recobró la libertad en enero de 1813, se reincorporó al ejército y fue promovido el 25 de mayo al grado de teniente coronel. No obstante, el 26 de julio de ese año fue dado de baja "por haberse inutilizado para la acción de guerra" a raíz de las heridas sufridas en Jujuy.

### Las Republiquetas
En 1815 era lugarteniente del coronel Juan Antonio Álvarez de Arenales en sus operaciones de guerrilla en el Alto Perú.
Participó de la toma de Yamparáez y de la ofensiva sobre Chuquisaca que culminaría en su ocupación el 27 de abril de ese año.

### Junto a Güemes
Se incorporó luego a las fuerzas de Martín Miguel de Güemes. Enfrentado el caudillo con el general del ejército del norte José Rondeau, en la noche del 20 de marzo de 1816 Moldes derrotó junto a Vicente Panana y Juan José Quesada a las tropas de Rondeau, al mando del comandante Rafael Hortiguera, en Campo Santo, provincia de Salta.
El 3 de mayo de 1816, el Congreso de Tucumán dejó de lado la candidatura de José Moldes y designó a Juan Martín de Pueyrredón como nuevo Director Supremo de las Provincias Unidas del Río de la Plata con el apoyo de Güemes. El nuevo director reconoció la preeminencia de Güemes en el frente norte, ordenando a Rondeau retirarse a Tucumán. En 1817 Moldes fue encausado por sedición y conspiración contra la vida del caudillo.
El 18 de agosto de 1818, Güemes escribía a Pueyrredón:

"Amable amigo: Parece que en la conspiración contra mi vida, de los Pananas y Moldes, hay algunos otros comprendidos. Interesa muy mucho, me diga Ud. quiénes son, según el resultado de las pesquisas y diligencias que se hubiesen practicado. Hágase Ud. un campo entre sus bastas atenciones, e instrúyame sobre el particular, en la primera ocasión, pues al efecto interpongo todo el valor de nuestra amistad, persuadido que a esta fecha esté en el mundo de la verdad el bribón del zambo Panana".

### El Armisticio de San Lorenzo
Moldes abandonó finalmente el norte. En 1819 representó al general Gervasio Artigas en las negociaciones de los caudillos Francisco Ramírez y Estanislao López con el Directorio que culminaron en el armisticio del 5 de abril de ese año por el que

"Habiendo el General en Gefe del Ejército de operaciones sobre Santa Fe Coronel don Juan José Viamont, y el ejército combinado y Gobernador de la misma Ciudad Teniente Coronel don Estanislao López convenido establecer una suspensión de hostilidades para evitar la efusión de sangre americana, mientras que se establecen los tratados que han de sancionar para siempre la concordia entre hermanos que han combatido con los enemigos comunes del suelo patrio".

El acuerdo sería convalidado el 10 por el armisticio de San Lorenzo, por el cual "las tropas de Buenos Aires serían retiradas hasta el sur del Arroyo del Medio y los entrerrianos y orientales, junto con las fuerzas de López, quedarían al norte del Salado".

### Últimos años
En 1820 pasó a Córdoba, donde secundó las aspiraciones nacionales del gobernador Juan Bautista Bustos.
Después de la muerte de Güemes, Moldes volvería a su tierra y acompañó al gobernador salteño Arenales en la campaña contra el general realista Olañeta. Tras la muerte de este, se trasladó a La Paz y asistió a la declaración de la independencia de Bolivia, en agosto de 1825. Durante un tiempo prestó su ayuda al presidente Sucre, pero pronto regresó a Salta.
En mayo de 1826 encabezó un movimiento armado contra el gobernador general Arenales, a quienes los federales por considerar que pretendía perpetuarse en la gobernación. El movimiento fracasó y Arenales dispuso su detención. Moldes se resistió y resultó muerto:

"Junio 6 de 1826 - Avisa al Ministerio de Guerra, que el 31 de mayo debió estallar una revolución contra el gobierno de esta provincia, preparada por el Oficial D.Eustoquio Moldes: que al ser aprehendido en su casaquinta, se resistió a darse por preso y cerró la puerta de la casa: que el oficial que debía llenar su deber, mandó hacer fuego sobre la puerta con el objeto de forzarla, y las balas que sirvieron a este fin, sirvieron también a atravesar a Moldes, que permaneció sin duda aún tras de la puerta."

Otra versión afirma que cuando la partida llegó encontró la puerta cerrada y Moldes, que se disponía a almorzar, acudió a la llamada. El capitán de la partida apellidado Salas reconoció la voz de Moldes y ordenó una descarga cerrada sobre la puerta. Moldes fue herido en la acción e intentó huir gravemente herido, pero fue rematado por el capitán Salas, quien lo "encontró herido en el vientre y abrazado a una higuera de su quinta".
Juan Antonio Moldes firmó un documento que acusaba al poder ejecutivo provincial de ser el "autor insidioso de la muerte del Coronel Eustoquio Moldes" y de complicidad al Legislativo, la Junta de Representantes, la que respondió que "El actual gobernador de la provincia en todo el tiempo de su administración, ha merecido y merece la aprobación y la más alta gratitud de la Sala de RR. por su estricto cumplimiento con las leyes.".

## Árbol genealógico
En el árbol genealógico gallego de los Moldes, originarios de la aldea de Porráns, municipio de Barro (Pontevedra) figuran José Moldes Castro, Francisco Javier Moldes Fontán y sus hijos, entre ellos Diego Moldes.